# Кітмансхуп
Кітмансхуп (афр. Keetmanshoop) — місто в Намібії.

## Географія
Місто Кітмансхуп знаходиться в південній частині Намібії, у центрі області Карас, головним містом якої воно є, за 500 кілометрів на південь від столиці країни Віндгука. Чисельність населення дорівнює 16 800 осіб (на 2010). Місто знаходиться на підході до пустелі Калахарі, клімат тут посушливий, з малою кількістю опадів. За 30 кілометрів на захід від Кітмансхупа знаходяться гори Боту, частина Великого Уступу, через які протікає річка Фіш-Рівер. На схід від міста, у сторону ПАР, простягається плоскогір'я, на якому виділяються окремі гори — Дюзельдорн (1116 метрів), Грау Куппе (1022 метра) та інші. На північний схід від Кітмансхупа туристи можуть милуватися такими природними пам'ятками, як Ліс колчанових дерев і Поле ігор велетнів, що входять у список Національних пам'яток Намібії.

### Клімат
Місто знаходиться у зоні, котра характеризується кліматом тропічних пустель. Найтепліший місяць — січень із середньою температурою 26.7 °C (80 °F). Найхолодніший місяць — липень, із середньою температурою 13.3 °С (56 °F).
| Клімат Кітмансхупа      | Клімат Кітмансхупа | Клімат Кітмансхупа | Клімат Кітмансхупа | Клімат Кітмансхупа | Клімат Кітмансхупа | Клімат Кітмансхупа | Клімат Кітмансхупа | Клімат Кітмансхупа | Клімат Кітмансхупа | Клімат Кітмансхупа | Клімат Кітмансхупа | Клімат Кітмансхупа | Клімат Кітмансхупа |
| Показник                | Січ.               | Лют.               | Бер.               | Квіт.              | Трав.              | Черв.              | Лип.               | Серп.              | Вер.               | Жовт.              | Лист.              | Груд.              | Рік                |
| Абсолютний максимум, °C | 41                 | 41                 | 39                 | 37                 | 39                 | 31                 | 30                 | 33                 | 36                 | 38                 | 40                 | 42                 | 42                 |
| Середній максимум, °C   | 35                 | 34                 | 32                 | 29                 | 25                 | 21                 | 21                 | 24                 | 26                 | 30                 | 32                 | 34                 | 28                 |
| Середня температура, °C | 26                 | 26                 | 24                 | 21                 | 17                 | 13                 | 13                 | 15                 | 17                 | 21                 | 23                 | 25                 | 20                 |
| Середній мінімум, °C    | 18                 | 18                 | 16                 | 13                 | 9                  | 6                  | 5                  | 7                  | 9                  | 12                 | 15                 | 17                 | 12                 |
| Абсолютний мінімум, °C  | 7                  | 8                  | 7                  | 3                  | −1                 | −2                 | −3                 | −2                 | 0                  | 2                  | 4                  | 2                  | −3                 |
| Норма опадів, мм        | 20                 | 20                 | 30                 | 10                 | 0                  | 0                  | 0                  | 0                  | 0                  | 0                  | 10                 | 10                 | 140                |
| Днів з дощем            | 2                  | 2                  | 3                  | 1                  | 0                  | 0                  | 0                  | 0                  | 0                  | 0                  | 1                  | 1                  | 14                 |
| Вологість повітря, %    | 28                 | 37                 | 41                 | 42                 | 43                 | 45                 | 44                 | 38                 | 33                 | 26                 | 28                 | 28                 | 36                 |
| ----------------------- | ------------------ | ------------------ | ------------------ | ------------------ | ------------------ | ------------------ | ------------------ | ------------------ | ------------------ | ------------------ | ------------------ | ------------------ | ------------------ |
| Джерело: Weatherbase    |                    |                    |                    |                    |                    |                    |                    |                    |                    |                    |                    |                    |                    |

## Історія

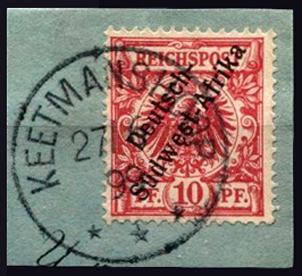
Марки для Hемецької Південно-Західної Африки штемпелем Кеетмансхоп 1899

Ще у XVIII столітті поблизу сучасного Кітмансхупа існувало поселення готтентотів. В 1866 році німецькі місіонери побудували тут свою станцію, і це вважається роком заснування міста. Назву отримало за іменем німецького банкіра Йоганна Кітмана (в пер. Надія Кітмана), який фінансував діяльність місіонерського товариства. У місті збереглися деякі будівлі кінця XIX — початку XX століть, у тому числі і німецька місіонерська церква (1895 року). У місті є Музей Кітмансхупа; побудований в 1910 році Імператорський поштамт входить до числа Національних пам'яток Намібії.